# Graphelmis kodadai
Graphelmis kodadai is een keversoort uit de familie beekkevers (Elmidae). De wetenschappelijke naam van de soort werd in 2003 gepubliceerd door Ciampor.